# Les Éparges
Les Éparges es una comuna y población de Francia, en la región de Lorena, departamento de Mosa, en el distrito de Verdún y cantón de Fresnes-en-Woëvre.
Su población en el censo de 1999 era de 58 habitantes.
Está integrada en la Communauté de communes du Canton de Fresnes-en-Woëvre.

## Demografía
| 69 | 72 | 43 | 54 | 57 | 58 |
| Para los censos de 1962 a 1999 la población legal corresponde a la población sin duplicidades (Fuente: INSEE [Consultar]) |    |    |    |    |    |